# Reeve-Aleutian-Airways-Flug 8
Reeve-Aleutian-Airways-Flug 8 war ein Inlandsflug der Reeve Aleutian Airways, welcher am 8. Juni 1983 von Cold Bay, Alaska nach Seattle, Washington führen sollte. Die dabei eingesetzte Lockheed L-188 Electra wurde kurz nach dem Start stark beschädigt, als einer der Propeller von der Tragfläche des Flugzeugs abbrach und in den Rumpf der Maschine schlug. Trotz der erschwerten Flugbedingungen gelang der Besatzung eine Notlandung auf dem Flughafen von Anchorage. Keine der 15 Personen an Bord wurde verletzt.

## Fluggerät
Die eingesetzte Maschine war eine von vier Propellern angetriebene Lockheed L-188C Electra mit der Herstellungsnummer 2007 und der Registrierung N1968R. Sie wurde im Jahr 1959 für Qantas in Dienst gestellt. Nach Einsätzen für weitere Fluggesellschaften wie Air New Zealand und die California Airmotive Corporation erwarb Reeve Aleutian die Maschine 1968. Zum Zeitpunkt des Unfalls hatte das Flugzeug etwa 33.000 Flugstunden absolviert.

## Verlauf
Der Flugplan sah einen Start in Cold Bay, am westlichen Ende der Alaska-Halbinsel, und einen Flug über den Golf von Alaska bis nach Seattle, WA, vor. Wenige Minuten nach dem Start vernahm die Besatzung ungewöhnliche Vibrationen, konnte jedoch keine Ursachen feststellen. Als das Flugzeug von Flugfläche 190 (19.000 Fuß/5.800 Meter) auf Flugfläche  250 (25.000 Fuß/7.600 Meter) stieg, verließ der Flugingenieur das Cockpit, um die Propeller von der Kabine aus zu kontrollieren; Probleme oder Beschädigungen konnte er nicht feststellen. Als er ins Cockpit zurückkehrte und die Flugbegleiterin daraufhin wieder in die Kabine ging, bemerkte sie, dass sich Propeller Nr. 4 (rechts außen) von selbst aus seiner Befestigung löste und unter den Rumpf des Flugzeugs geschleudert wurde. Der Zusammenstoß verursachte einen etwa 2,4 Meter langen Riss im Kabinenboden und, dadurch ausgelöst, einen unkontrollierten Druckabfall. In der Folge hatten die Piloten große Probleme, Kontrolle über das Flugzeug zu behalten. Durch den Einsatz des Autopiloten, Leistungsregelung über Propeller Nr. 2 (links innen) und den Einsatz des Fahrwerks gelang es ihnen, die Maschine nach Anchorage zu fliegen und sicher zu landen.
Da durch den Zwischenfall nahezu alle Systeme unbrauchbar waren, mussten die Piloten bei der Landung alle vier Triebwerke abstellen, um überhaupt einen Weg zu finden, das Flugzeug zu bremsen. Erschwerend war außerdem, dass beim Aufsetzen und dem folgenden Bremsmanöver ein Reifen platzte und die Bremsanlage Feuer fing. Sowohl während des eigentlichen Zwischenfalls als auch bei der Notlandung wurden keine Menschen verletzt. Der 54-jährige Kapitän Jim Gibson wurde für seinen heroischen Einsatz und das Meistern der schwierigen Lage mit einem Besuch bei dem damaligen US-Präsidenten Ronald Reagan im Weißen Haus geehrt. Weiterhin wurden Kapitän Gibson, der erste Offizier Gary Lintner (39 Jahre) und der Flugingenieur Gerald Laurin (45 Jahre) mit dem Superior Airmanship Award der Air Line Pilots Association ausgezeichnet.
Der Propeller der Maschine fiel in den Pazifischen Ozean und wurde bisher nicht geborgen; damit konnte auch die Ursache der Separation  des Propellers nicht mehr ermittelt werden.

## Nachwirkungen
Nach der abgewendeten Katastrophe wurde das Flugzeug repariert und anschließend wieder in Dienst gestellt. Im Jahr 2001 wurde es in den USA abgemeldet und nach Kanada überstellt, wo es seitdem mit dem Kennzeichen C-GHZI als Löschflugzeug aktiv ist. Im Sommer 2020 wurde die Maschine als Air Spray 484 zur Bekämpfung von Waldbränden in Nordkalifornien genutzt. Mit Stand Mai 2021 wird die Maschine weiterhin von ihrer Basis in Alberta aus eingesetzt.
Die Fluggesellschaft führte nach dem Unfall weiterhin Flüge durch. Ab den frühen 1990er-Jahren wurde sie jedoch von steigenden finanziellen Problemen geplagt. Am 5. Dezember 2000 stellte Reeve Aleutian schließlich den Flugbetrieb ein.